# 錢世賢
錢世賢（1494年—？），字信夫，號月川，雲南雲南左衛軍籍，江西臨川縣人，明朝政治人物。

## 生平
嘉靖四年（1525年）乙酉科雲貴鄉試第四十名舉人。嘉靖八年（1529年）中式己丑科會試第一百四十六名，登第二甲第五十九名進士。十四年二月由刑部员外郎升福建按察司佥事。

## 家族
曾祖錢永昱；祖父錢琳，曾任義官；父錢紞，曾任州判官。母王氏；繼母程氏。具慶下。